# Rio Gruişoara
Rio Gruişoara é um rio da Romênia, afluente do Strei, localizado no distrito de Hunedoara.